# مولد نيتروجين

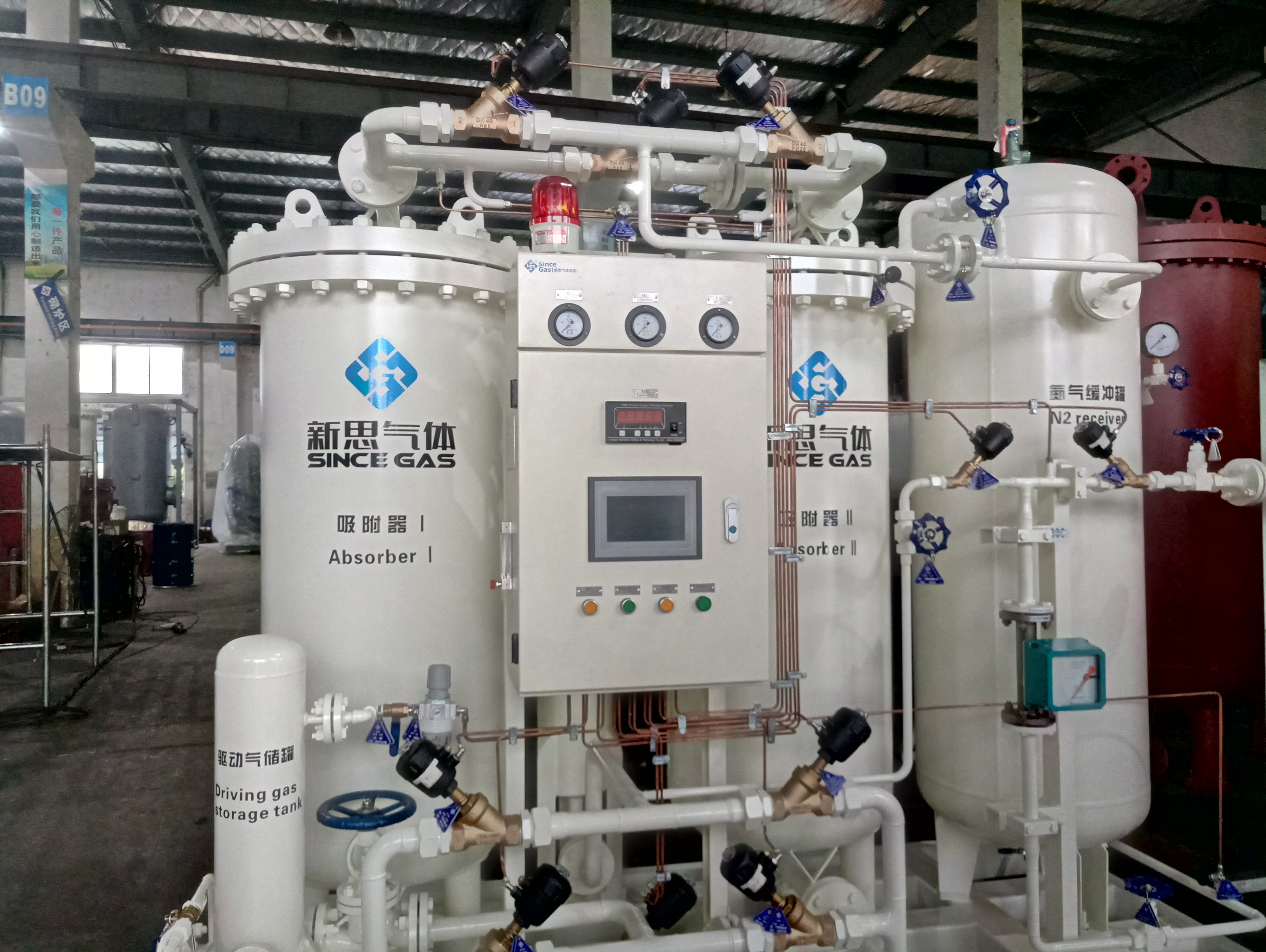
مولد نيتروجين PSA

مولدات النتروجيين وبالإنجليزية (Nitrogen generators) ومحطات النيتروجين عبارة عن مجمعات إنتاجية ثابتة أو متحركة من الهواء إلى النيتروجين.

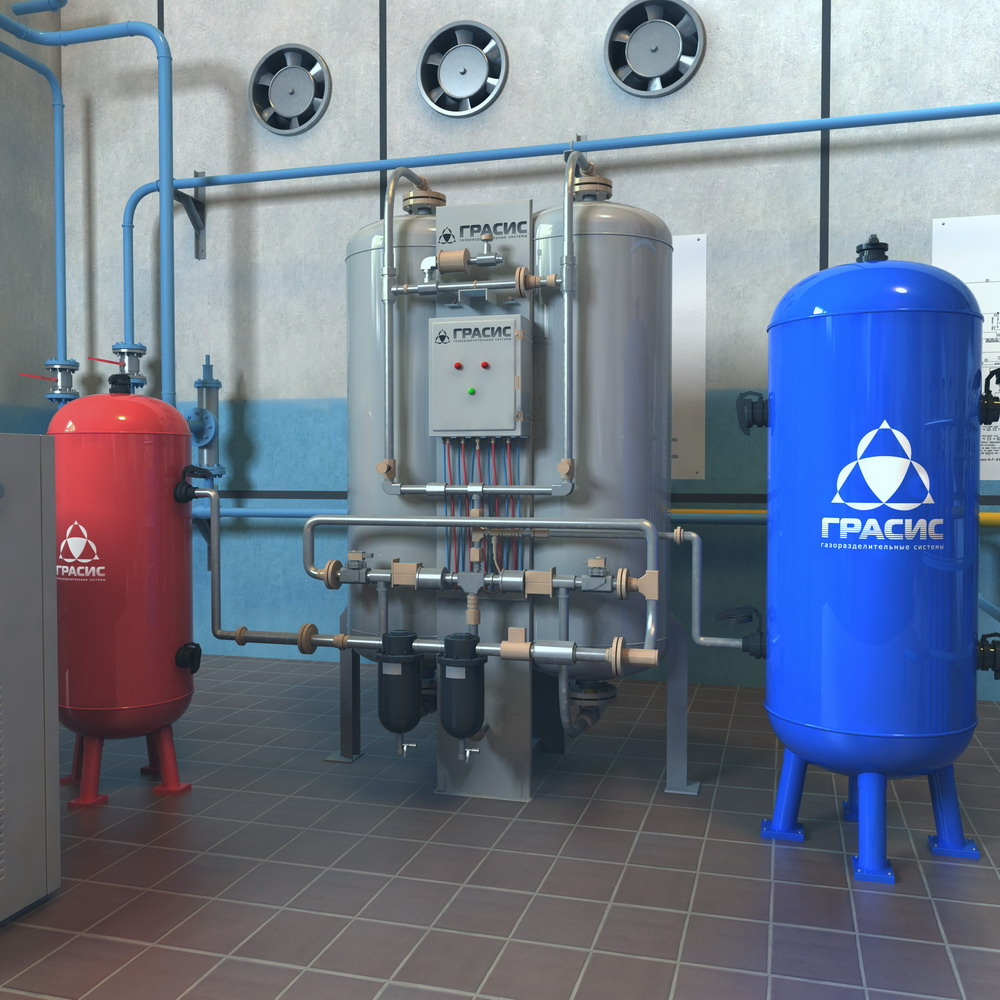
مولد النيتروجين الامتزاز

## تقنية الامتزاز

### مفهوم الامتزاز

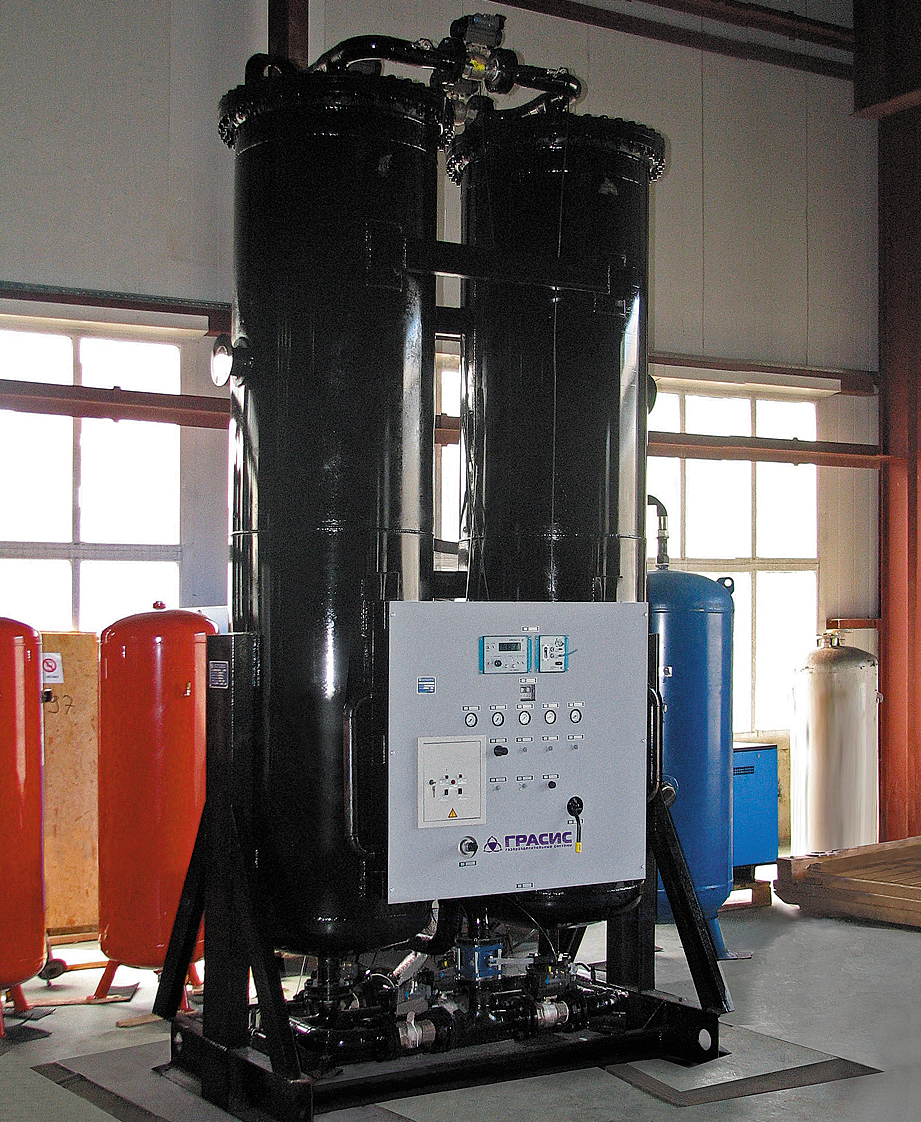
مولد النيتروجين الامتزاز

تعتمد عملية فصل غاز الامتزاز في مولدات النيتروجين على ظاهرة تثبيت مكونات خليط الغازات المختلفة بواسطة مادة صلبة تسمى مادة الامتصاص . تحدث هذه الظاهرة عن طريق تفاعل جزيئات الغاز والممتاز.

### تكنولوجيا امتصاص تأرجح الضغط
تمت دراسة تقنية إنتاج الهواء إلى النيتروجين باستخدام عمليات الامتصاص في مولدات النيتروجين جيدًا وتطبيقها على نطاق واسع في المنشآت الصناعية لاستعادة النيتروجين عالي النقاء.
يعتمد مبدأ تشغيل مولد النيتروجين الذي يستخدم تقنية الامتزاز على الاعتماد على معدلات الامتزاز التي تتميز بها مكونات خليط الغاز المختلفة على عوامل الضغط ودرجة الحرارة. من بين محطات امتصاص النيتروجين بأنواعها المختلفة ، وجدت مصانع امتصاص الضغط المتأرجح (PSA) أوسع تطبيق في جميع أنحاء العالم.
يعتمد تصميم النظام على تنظيم امتزاز الغاز وتجديد الممتزات عن طريق تغيير الضغوط في سفينتين تحتويان على مادة الامتصاص. تتطلب هذه العملية درجة حرارة ثابتة قريبة من البيئة المحيطة. من خلال هذه العملية ، ينتج النبات النيتروجين عند الضغط الجوي الأعلى ، بينما يتم تجديد مادة الامتصاص عند ضغط أقل من الضغط الجوي.
تتكون عملية الامتزاز المتأرجح في كل من الممتزتين من مرحلتين تعملان لبضع دقائق. في مرحلة الامتصاص الأكسجين ، تنتشر جزيئات H 2 O و CO 2 في بنية مسام المادة الماصة بينما يُسمح لجزيئات النيتروجين بالسفر عبر الوعاء المحتوي على الممتزات. في مرحلة التجديد ، يتم إطلاق المكونات الممتصة من مادة الامتصاص التي يتم تنفيسها في الغلاف الجوي. ثم يتم تكرار العملية بشكل مضاعف.

### المزايا
- نقاوة عالية من النيتروجين: تسمح محطات توليد النيتروجين PSA بإنتاج نيتروجين عالي النقاء من الهواء ، والذي لا تستطيع أنظمة الأغشية توفيره - حتى 99.9995٪ نيتروجين. لكن في معظم الحالات لا ينتجون أكثر من 98.8٪ نيتروجين والباقي عبارة عن أرجون لا يتم فصله عن النيتروجين بواسطة عملية PSA المعتادة. عادة لا يمثل الأرجون مشكلة ، حيث أن الأرجون أكثر خمولًا من النيتروجين. يمكن أيضًا ضمان نقاء النيتروجين هذا عن طريق الأنظمة المبردة ، لكنها أكثر تعقيدًا ولا يمكن تبريرها إلا بكميات كبيرة من الاستهلاك. تستخدم مولدات النيتروجين تقنية CMS (المنخل الجزيئي الكربوني) لإنتاج إمداد مستمر من النيتروجين عالي النقاء ومتوفر مع ضواغط داخلية أو بدونه.
- تكاليف تشغيل منخفضة : من خلال استبدال محطات فصل الهواء القديمة ، فإن وفورات إنتاج النيتروجين تتجاوز إلى حد كبير 50٪.  التكلفة الصافية للنيتروجين الذي تنتجه مولدات النيتروجين أقل بكثير من تكلفة النيتروجين المعبأ أو المسال .[5]

- التأثير البيئي: إن توليد غاز النيتروجين هو نهج مستدام وصديق للبيئة وموفر للطاقة لتوفير غاز نيتروجين نقي ونظيف وجاف. بالمقارنة مع الطاقة اللازمة لمحطة فصل الهواء المبردة والطاقة اللازمة لنقل النيتروجين السائل من المصنع إلى المنشأة ، فإن النيتروجين المتولد يستهلك طاقة أقل ويولد غازات دفيئة أقل بكثير.[6]

## تكنولوجيا الغشاء

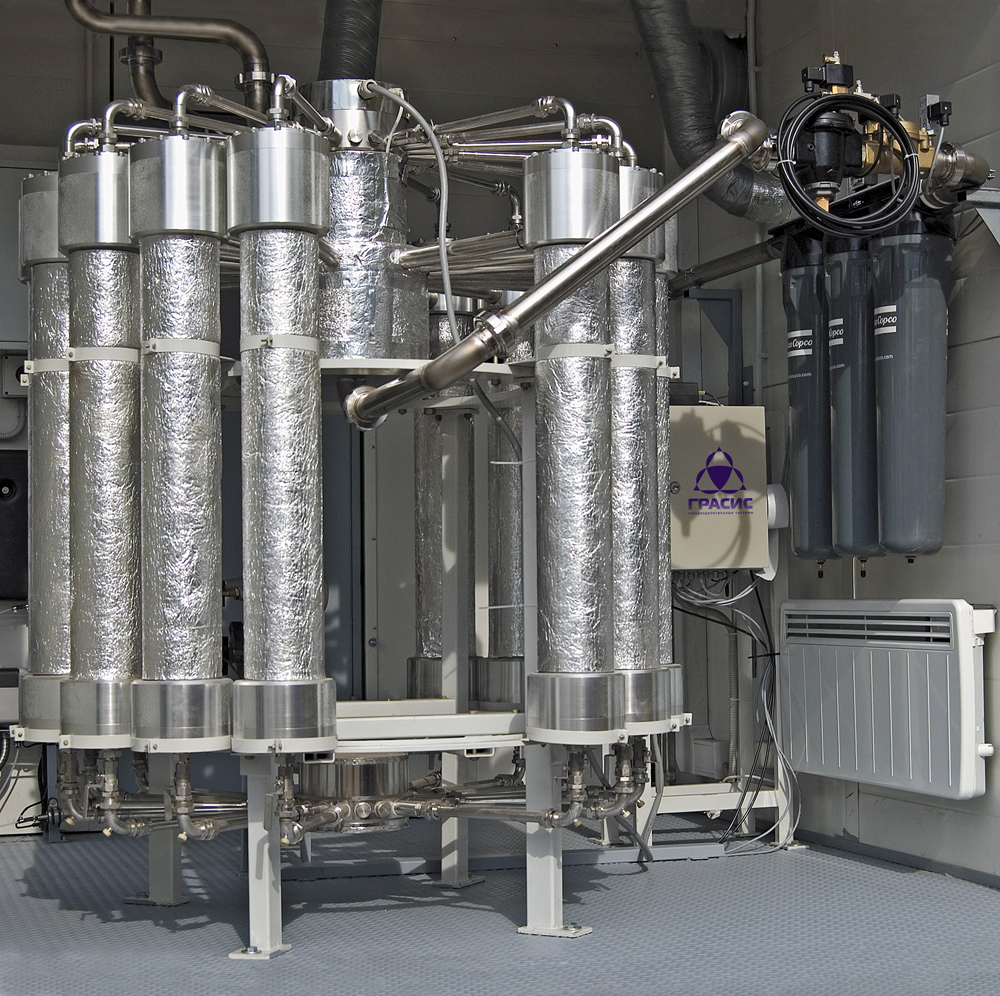
مولد النيتروجين الغشاء

### مفهوم فصل الغازات
يعتمد تشغيل أنظمة الأغشية على مبدأ السرعة التفاضلية التي تتخلل بها مكونات خليط الغازات المختلفة مادة الغشاء. القوة الدافعة في عملية فصل الغازات هي الاختلاف في الضغوط الجزئية على جوانب الغشاء المختلفة .

### خرطوشة الغشاء

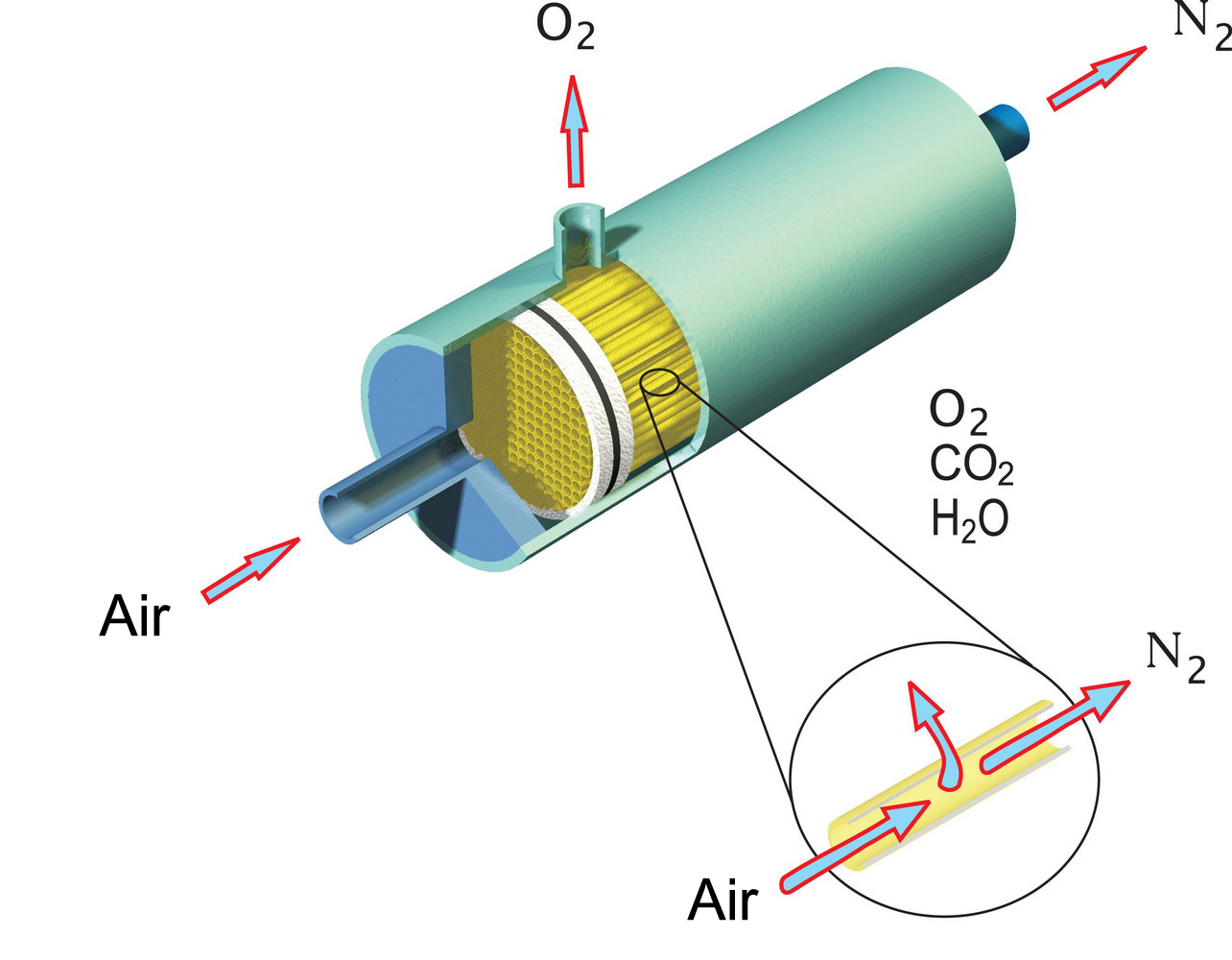
توزيع التدفق داخل الألياف

من الناحية الهيكلية ، يمثل غشاء الألياف المجوفة خرطوشة أسطوانية تعمل كبكرة بألياف بوليمر ملفوفة بشكل خاص . يتم توفير تدفق الغاز تحت الضغط في حزمة من الألياف الغشائية . بسبب الاختلاف في الضغوط الجزئية على السطح الخارجي والداخلي للغشاء ، يتم فصل تدفق الغاز.

### المزايا
- الفوائد الاقتصادية: عن طريق استبدال أنظمة التبريد أو الامتزاز ، تتجاوز وفورات إنتاج النيتروجين بشكل عام 50٪. التكلفة الصافية للنيتروجين الذي تنتجه معقدات النيتروجين أقل بكثير من تكلفة الأسطوانة أو النيتروجين المسال.[8]

- تصميم الوحدة النمطية: فيما يتعلق بساطة النظام ، يمكن تقسيم مولد النيتروجين إلى وحدات. هذا يتناقض بشكل مباشر مع الأنظمة الكلاسيكية حيث تم تصميم المعدات لمرحلة معينة من عملية الفصل. باستخدام نظام معياري ، يمكن بناء مرفق التوليد من مجموعة مختارة من المعدات الموجودة مسبقًا ، وعند الضرورة ، يمكن زيادة السعة الإنتاجية للمصنع بأقل تكلفة. يبدو هذا الخيار أكثر فائدة عندما يتصور المشروع زيادة لاحقة في قدرة المؤسسة ، أو عندما يتطلب الطلب ببساطة إنتاج النيتروجين في الموقع من خلال استخدام المعدات الموجودة بالفعل.
- الموثوقية: لا تحتوي وحدات فصل الغاز على أجزاء متحركة ، وبالتالي ضمان موثوقية استثنائية. تتميز الأغشية بمقاومة عالية للاهتزازات والصدمات ، وهي خاملة كيميائيًا للشحوم ، وغير حساسة للرطوبة ، وقادرة على العمل في نطاق درجات حرارة واسع من 40- درجة مئوية إلى 60+ درجة مئوية.  مع الصيانة المناسبة ، يتراوح العمر الإنتاجي لوحدة الغشاء بين 130،000 و 180،000 ساعة (15 إلى 20 عامًا من التشغيل المستمر).

### السلبيات
- قدرة محدودة
- نقاء منخفض نسبيًا مقارنة بوحدات PSA (95٪ إلى 99٪ نقاء مقارنة بـ 99.9995٪ - تتوفر تطبيقات أعلى نقاء بمعدلات تدفق أقل 10 لتر / دقيقة)

## تطبيقات مولدات النيتروجين
- صناعات الأغذية والمشروبات: في اللحظة التي يتم فيها إنتاج الأطعمة أو المشروبات ، أو حصاد الفواكه والخضروات ، تبدأ عملية الشيخوخة حتى تحلل المنتجات بالكامل. يحدث هذا بسبب البكتيريا والكائنات الحية الأخرى. تُستخدم المولدات لإغراق المنتجات بـ N 2 الذي يحل محل الأكسجين ويطيل عمر المنتج بشكل كبير لأن هذه الكائنات لا يمكن أن تتطور. علاوة على ذلك ، يمكن القضاء على التحلل الكيميائي للأغذية الناجم عن الأكسدة أو إيقافه.
- الكيمياء التحليلية : مولدات النيتروجين مطلوبة لأشكال مختلفة من الكيمياء التحليلية مثل اللوني السائل - مطياف الكتلة والكروماتوغرافيا الغازية حيث يكون الإمداد الثابت والمستمر للنيتروجين ضروريًا.
- إطارات الطائرات والسيارات : على الرغم من أن الهواء يحتوي على 78٪ من النيتروجين ، إلا أن معظم إطارات الطائرات مليئة بالنيتروجين النقي. هناك العديد من محلات الإطارات والسيارات مع مولدات النيتروجين لملء الإطارات. ميزة استخدام النيتروجين هي أن الخزان جاف. غالبًا ما يحتوي خزان الهواء المضغوط على ماء يأتي من تكثف بخار الماء الجوي في الخزان بعد مغادرة ضاغط الهواء. يحافظ النيتروجين على ضغط أكثر ثباتًا عند تسخينه وتبريده نتيجة الجفاف ولا يتخلل الإطار بسهولة نظرًا لكونه جزيءًا أكبر قليلاً (155 م) من O 2 (152 م).
- الصناعات الكيماوية والبتروكيماوية: إن التطبيق الأساسي والمهم للغاية للنيتروجين في الصناعات الكيماوية والبتروكيماوية هو توفير بيئة خاملة تهدف إلى ضمان السلامة الصناعية العامة أثناء تنظيف وحماية أوعية العمليات. بالإضافة إلى ذلك ، يتم استخدام النيتروجين في اختبار ضغط خطوط الأنابيب ، ونقل العوامل الكيميائية ، وتجديد المحفزات المستخدمة في العمليات التكنولوجية.
- الإلكترونيات: في الإلكترونيات ، يعمل النيتروجين على استبدال الأكسجين في صناعة أشباه الموصلات والدوائر الكهربائية ، والمعالجة الحرارية للمنتجات النهائية ، وكذلك في النفخ والتنظيف. الاستخدامات الأكثر شيوعًا في الإلكترونيات هي عملية اللحام. معدات اللحام الانتقائي ، وإعادة التدفق ، واللحام الموجي على وجه التحديد.

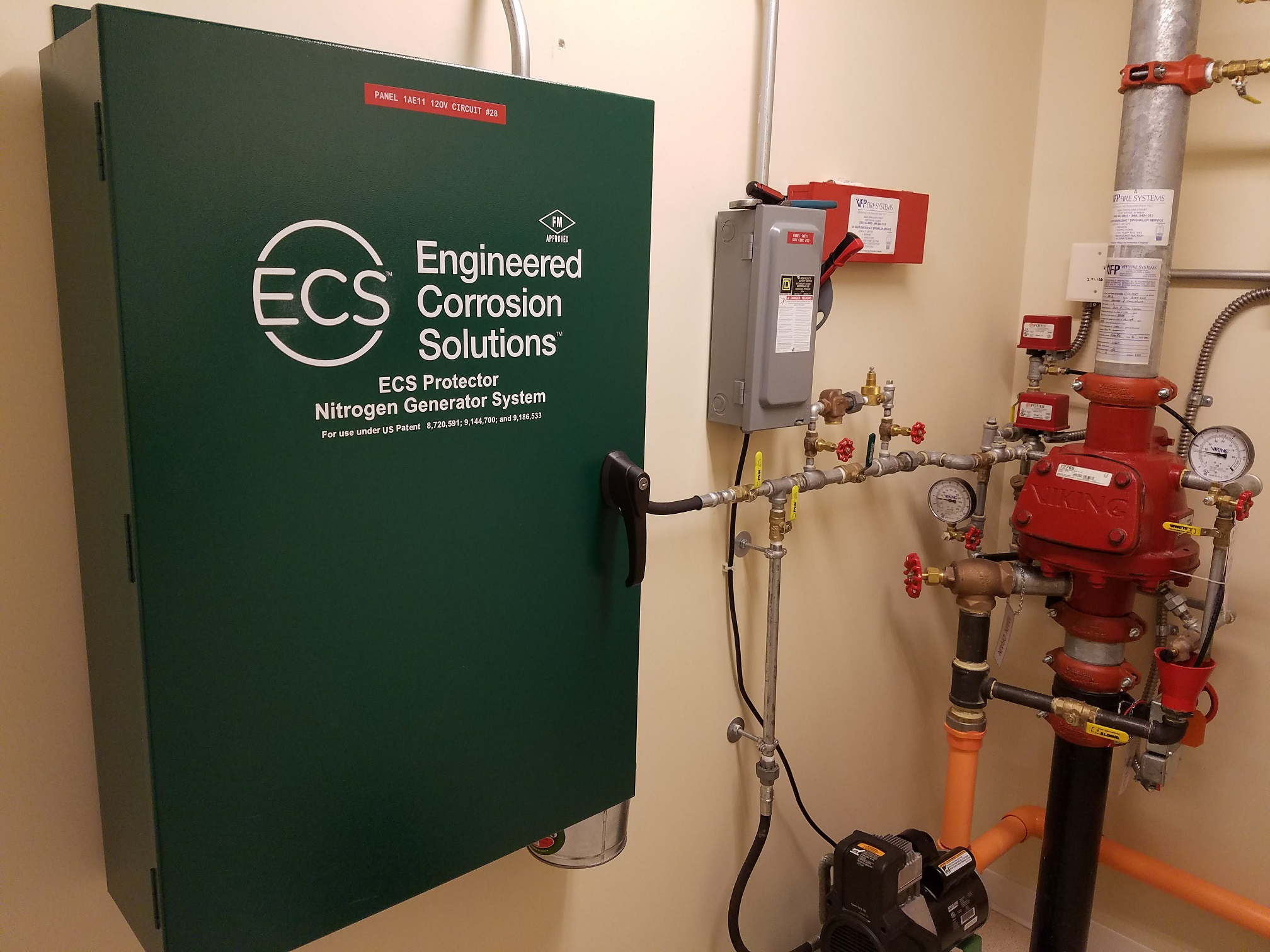
مولد النيتروجين الغشائي يوفر غازًا إشرافيًا لنظام رش حريق الأنبوب الجاف

- الحماية من الحرائق : تستخدم صناعة الحماية من الحرائق غاز النيتروجين في تطبيقين مختلفين - إخماد الحرائق ومنع التآكل . تُستخدم مولدات النيتروجين في أنظمة الوقاية من حرائق الهواء ناقصة التأكسج لإنتاج هواء يحتوي على نسبة منخفضة من الأكسجين الذي سيخمد الحريق. لمنع التآكل ، يتم استخدام مولدات النيتروجين بدلاً من نظام الهواء المضغوط أو جنبًا إلى جنب معه لتوفير غاز النيتروجين الإشرافي بدلاً من الهواء للأنابيب الجافة وأنظمة رش الحرائق قبل الإجراء.[9]

- صناعة الزجاج: في إنتاج الزجاج ، يثبت النيتروجين فعاليته كعامل تبريد لأقطاب أفران القوس الكهربائي وكذلك لإزاحة الأكسجين أثناء إجراءات العملية.
- التعدين : تستخدم صناعة المعادن بشكل عام النيتروجين كوسيلة لحماية المعادن الحديدية وغير الحديدية أثناء التلدين. أيضًا ، النيتروجين مفيد في مثل هذه العمليات الصناعية القياسية مثل التقسية المحايدة ، والأسمنت ، واللحام بالنحاس الصلب ، وتخفيف الضغط ، وتصلب السيانيد ، وتلبيد المسحوق المعدني ، وتبريد القالب بالبثق.
- صناعة الطلاء والورنيش: يستخدم إنتاج الطلاء والورنيش النيتروجين لإنشاء بيئة خاملة في أوعية العمليات لضمان السلامة ، وكذلك لإزاحة الأكسجين أثناء التعبئة لمنع بلمرة زيوت التجفيف.
- صناعة البترول : في صناعة البترول ، يعتبر النيتروجين مكونًا لا غنى عنه في عدد من العمليات. يستخدم النيتروجين بشكل أكثر شيوعًا لإنشاء بيئة خاملة لمنع الانفجارات وللحماية من الحرائق ودعم نقل ونقل الهيدروكربونات. بالإضافة إلى ذلك ، يتم استخدام النيتروجين في اختبار خطوط الأنابيب والتطهير وتنظيف الأوعية التكنولوجية وتنظيف ناقلات الغاز المسال ومرافق تخزين الهيدروكربونات.
- صناعة المستحضرات الصيدلانية : في صناعة المستحضرات الصيدلانية ، يجد النيتروجين تطبيقًا في عبوات المستحضرات الصيدلانية ، ويضمن الحماية من الانفجار والسلامة من الحرائق في الأنشطة التي تستخدم فيها مواد مشتتة دقيقة.
- التلقيح الاصطناعي والخلايا الجذعية: يستخدم النيتروجين في سوق التلقيح الاصطناعي والخلايا الجذعية لتزويد الحاضنات وغيرها من المعدات الأساسية بالنيتروجين عالي النقاء. يستخدم هذا النيتروجين لموازنة الأس الهيدروجيني في وسط النمو ولتوفير الجو الأمثل للنمو. يستخدم هذا النيتروجين أيضًا للخلط في الحاضنات لإنتاج خليط غاز محدد لنمو الخلايا.[10]

- حلول قبو غاز البيرة: في حين أن ثاني أكسيد الكربون هو مكون الغاز الرئيسي المطلوب لمذاق وقوام العديد من أنواع البيرة المتوفرة في السوق ، إلا أنه يمكن مزجه في نظام قبو لتقليل التذبذب و «تشغيل» البيرة من خلال خطوط أطول بشكل معين أنماط الحانات ، حيث القبو والبار متباعدان بمسافة كبيرة. يمكن لمولدات غاز النيتروجين إنتاج النيتروجين للخلط في الموقع مع كونها القوة الكامنة وراء المضخات الهوائية المستخدمة في نقل السوائل.
- ليزر متوسط العدسة: تستخدم مولدات النيتروجين لتوفير وسط العدسة لأنواع معينة من الليزر. يستخدم النيتروجين لتركيز الليزر على الأطوال الموجية لتطبيقات محددة. تستخدم مولدات النيتروجين الأصغر لهذا الغرض بسبب الكميات الصغيرة جدًا من النيتروجين اللازمة لتوفير تأثير العدسة.
- حفظ الوثائق: مولدات النيتروجين هي جزء أساسي للحفاظ على الوثائق التاريخية. تستخدم مولدات النيتروجين في هذه العملية للتنظيف دون التعرض لخطر أكسدة العينة وكذلك المساعدة في إزالة أي بكتيريا أو حشرات. بالنسبة لبعض الوثائق الأكثر قيمة ، يتم استخدام الإمداد المستمر بالنيتروجين لضمان جو جاف ونظيف وخالي من الأكسجين ليتم تخزينها فيه.